# منتخب إستونيا لدوري الرغبي
منتخب إستونيا لدوري الرغبي هو ممثل إستونيا الرسمي في المنافسات الدولية في دوري الرغبي .